# (649) Йозефа
(649) Йозефа (нем. Josefa) — астероид главного пояса, который относится к спектральному классу Sq. Он был открыт 11 сентября 1907 года немецким астрономом Августом Копффом в Гейдельбергской обсерватории и назван немецким женским именем.

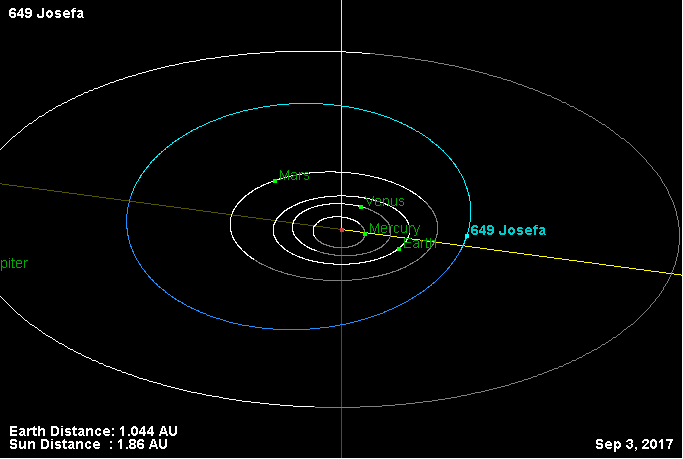
Орбита астероида Йозефа и его положение в Солнечной системе